# Раймонд Томас
Раймонд Ентоні Томас III (англ. Raymond Anthony Thomas III; 6 жовтня 1958, Філадельфія, Пенсільванія) — американський воєначальник, генерал армії США (2016), командувач сил спеціальних операцій ЗС США (2016-2019), Об'єднаного Командування спеціальних операцій (2014—2016). Учасник військових операції сил спеціальних операцій в Гренаді, на Панамі, війн у Перській затоці, в Афганістані та Іраку. Двічі здійснював десантування в тил противника у складі спецпідрозділу ССО (на Гренаду та в Панамі). У період з 2001 до 2013 року щороку (за виключенням перебування в Іраку у складі 1-ї бронетанкової дивізії в 2007 році) Р. Томас виконував завдання у складі угруповання сил спеціальних операцій в Афганістані.

## Біографія
Раймонд Ентоні Томас III народився 6 жовтня 1958 у місті Філадельфія в штаті Пенсільванія. Поступив до Військової Академії США, по завершенні якої в липні 1980 року отримав військове звання другого лейтенанта і приступив до виконання обов'язків командира взводу 75-го полку рейнджерів. У жовтні 1983 року під час вторгнення американських військ на чолі парашутного взводу десантувався парашутним способом з літака MC-130 на злітно-посадкову смугу аеродрому в Гренаді.
1986 році пройшов курс удосконалення підготовки офіцерів сухопутних військ, після завершення якого до літа 1987 року служив офіцером оперативного відділу штабу 75-го полку у Форт Беннінг, Джорджія. Потім командував ротою в 3-му батальйоні рейнджерів. У 1989 році командував ротою під час здійснення бойового стрибка з парашутом при вторгнення армії США до Панами. 1991 році брав участь у війні в Перській затоці. У 1992 році пройшов кваліфікаційний відбірковий конкурс для подальшого проходження служби в 1-му оперативному підрозділі «Дельта». У спецпідрозділі служив у 1992—1994 та 1996—1999 роках, був оперативником, командиром групи, начальником штабу та командиром батальйону.
У червні 1995 року закінчив Командно-штабний коледж ВМС США, отримав диплом майстра наук. З 2000 до 2002 року Р. Томас командував 1-м батальйоном 75-го полку рейнджерів. За часів Іракської кампанії у 2007—2008 роках був заступником генерал-лейтенанта М. Гертлінга, командира 1-ї бронетанкової дивізії. З 2010 до 2012 року — заступник командувача Об'єднаного Командування спеціальних операцій. З 2012 до 2013 року — керівник діями сил спеціальних операцій США та НАТО в Афганістані. Після завершення терміну відрядження в Афганістані йому запропоновано посаду помічник директора ЦРУ з військових питань з присвоєнням йому звання генерал-лейтенант. У серпні 2014 року Р. Томас призначений на посаду командувача Об'єднаного Командування спеціальних операцій, змінивши генерала Дж. Вотела.
30 березня 2016 року Р. Томасу присвоєне звання генерал та призначено на посаду командувача Командування спеціальних операцій США.